# Paralecanium geometricum
Paralecanium geometricum är en insektsart som först beskrevs av Green 1896.  Paralecanium geometricum ingår i släktet Paralecanium och familjen skålsköldlöss. Inga underarter finns listade i Catalogue of Life.